# Un drôle de flic
Pour plus de détails, voir Fiche technique et Distribution.
Un drôle de flic (titre original : Poliziotto superpiù) est un film italo-hispano-américain réalisé en 1980 par Sergio Corbucci.

## Synopsis
L'histoire commence par un flashforward où le héros, le policier Dave Speed (Terence Hill), condamné à mort pour le meurtre de son collègue Willy Dunlop (Ernest Borgnine), se prépare à subir sa quatrième exécution à mort. Il a en effet survécu à la chambre à gaz, la potence et au peloton d'exécution. Tandis qu'il se dirige vers la chaise électrique, le policier se rappelle le début de l'histoire.
Venant de faire son entrée dans la police, Dave Speed se voit confier sa première mission qui consiste à percevoir une amende dans un village indien. Il se trouve que le village est au même moment la cible d'une expérience top secret de la NASA. Refusant d'abattre un crocodile qui s'est installé dans sa barque, Dave tire alors en l'air et détruit accidentellement une bombe de plutonium rouge. L'agent est alors bombardé de radiations résultant de l'explosion. Dave se retrouve doté de super pouvoirs : résistance extraordinaire, vitesse prodigieuse, vision à-travers les murs... Tandis qu'il parvient à déjouer les plans des malfrats et à effectuer des interventions hors du commun, son coéquipier, l'agent Dunlop, a du mal à comprendre et accepter ses pouvoirs. Cela pose un problème à Dave Speed qui souhaite séduire la nièce de son collègue, la belle Evelyn (Julie Gordon). Le policier s'aperçoit qu'il perd fréquemment tous ses pouvoirs pour une raison inconnue. Alors que le héros essaie d'empêcher le truand Tony Torpedo (Marc Lawrence) et ses sbires de fabriquer de la fausse monnaie, il découvre que ses pouvoirs disparaissent dès qu'il aperçoit la couleur rouge...
D'après l'explication de Dave Speed : « l'explosion des gaz a libéré une très forte lueur rouge qui lui a donné ses pouvoirs, mais cette même couleur rouge annule ces pouvoirs chaque fois qu'il la regarde. Deux forces égales mais opposées n'ont plus d'effet. ».
Les deux coéquipiers prennent d'assaut le bateau de Torpedo, qui a pris Evelyn en otage. L'agent Dunlop est attaqué et se retrouve enfermé dans la soute du bateau sabordé par les hommes de Torpedo. Speed est rapidement jugé coupable du meurtre de son collègue. Le film reprend alors au moment du flashforward : Speed est condamné à mort sur la chaise électrique. Il parvient à s'échapper, puis il réussit à extraire son collègue de l'épave grâce à un chewing-gum. Speed réussit à arrêter l'avion de Torpedo en fuite et sauve Evelyn et Dunlop grâce à ses super-pouvoirs.
Le film se termine avec le mariage de Dave et Evelyn. Lorsqu'il retire son voile pour pouvoir l'embrasser, Dave s'aperçoit qu'Evelyn a coloré ses cheveux en... rouge !

## Fiche technique
- Titre original : Poliziotto superpiù
- Titre anglais : Super Fuzz (cinéma) ou Super Snooper (vidéo)
- Réalisateur : Sergio Corbucci
- Scénario : Robert Brodie Booth, Sabatino Ciuffini et Sergio Corbucci
- Production : Josi W. Konski (en)
- Musique : Fratelli La Bionda
- Directeur de la photographie : Silvano Ippoliti
- Montage : Eugenio Alabiso
- Genre : Comédie policière fantastique
- Pays de production :  Italie,  Espagne,  États-Unis
- Durée : 97 minutes
- Dates de sortie :
  - Allemagne de l'Ouest : 18 septembre 1980
  - France : 17 décembre 1980
  - États-Unis : 2 octobre 1981

## Distribution
- Terence Hill (VF : Dominique Paturel) : Dave Speed
- Ernest Borgnine  (VF : Jean Violette) : Sergent Willy Dunlop, son coéquipier
- Marc Lawrence  (VF :  René Bériard) : Tony Torpedo, le caïd
- Joanne Dru (VF : Claire Guibert) : Rosy Labouche, la star de cinéma
- Lee Sandman  (VF : André Valmy) : McEnroy
- Herb Goldstein : Silvius
- Sal Borgese (VF : Jacques Balutin) : Paradis
- Julie Gordon (VF : Joëlle Fossier) : Evelyn, la nièce de Willy Dunlop et fiancée de Dave
- Buffy Dee (VF : Alain Dorval) : vendeur de ticket
- Don Sebastian (VF : Albert Médina) : Dingo, le patron du bar

## Autour du film
- Le personnage de Dave Speed est une parodie de Superman. Il possède à peu près les mêmes capacités que l'homme d'acier (hormis le vol et les lasers oculaires) et perd ses facultés à la vue de la couleur rouge comme Superman perd les siennes au contact de la kryptonite.
- Ce film marque la dernière apparition à l'écran de l'actrice Joanne Dru.
- Tandis que Terence Hill campe un rôle de flic dans ce film, Bud Spencer incarnait également, de son côté, deux personnages flics : L'inspecteur Rizzo dans Pied plat sur le Nil et le shérif Bud Scott dans Le Shérif et les Extra-terrestres suivi de Faut pas pousser.